# Xã Blue Bayou, Quận Howard, Arkansas
Xã Blue Bayou (tiếng Anh: Blue Bayou Township) là một xã thuộc quận Howard, tiểu bang Arkansas, Hoa Kỳ. Năm 2010, dân số của xã này là 103 người.